# Aeroportul Southdowns
Aeroportul Southdowns (IATA: KIW, ICAO: FLSO) este un aeroport din Kitwe, Provincia Copperbelt, Zambia.
Situat la o altitudine de 1.263 m, aeroportul dispune de o singură pistă.